# Parchi nazionali della Tanzania
Tra le aree protette della Tanzania, queste hanno il rango di parchi nazionali:

| Nome                                  | Tipologia       | Anno di istituzione | Superficie (ha) | Localizzazione                                                      | Immagine |
| ------------------------------------- | --------------- | ------------------- | --------------- | ------------------------------------------------------------------- | -------- |
| Parco nazionale di Arusha             | Parco nazionale | 1960                | 13.700          | Mappa di localizzazione: Tanzania · Parchi nazionali della Tanzania |          |
| Parco nazionale del Gombe Stream      | Parco nazionale | 1968                | 5.200           | Mappa di localizzazione: Tanzania · Parchi nazionali della Tanzania |          |
| Parco nazionale di Jozani Chwaka Bay  | Parco nazionale | 2004                | 5.000           | Mappa di localizzazione: Tanzania · Parchi nazionali della Tanzania |          |
| Parco nazionale di Katavi             | Parco nazionale | 1974                | 447.100         | Mappa di localizzazione: Tanzania · Parchi nazionali della Tanzania |          |
| Parco nazionale del Kilimangiaro      | Parco nazionale | 1973                | 168.800         | Mappa di localizzazione: Tanzania · Parchi nazionali della Tanzania |          |
| Parco nazionale di Kitulo             | Parco nazionale | 2005                | 41.300          | Mappa di localizzazione: Tanzania · Parchi nazionali della Tanzania |          |
| Parco nazionale del lago Manyara      | Parco nazionale | 1960                | 32.500          | Mappa di localizzazione: Tanzania · Parchi nazionali della Tanzania |          |
| Parco nazionale dei monti Mahale      | Parco nazionale | 1985                | 165.000         | Mappa di localizzazione: Tanzania · Parchi nazionali della Tanzania |          |
| Parco nazionale di Mikumi             | Parco nazionale | 1964                | 323.000         | Mappa di localizzazione: Tanzania · Parchi nazionali della Tanzania |          |
| Parco nazionale di Mkomazi            | Parco nazionale | 2006                | 323.400         | Mappa di localizzazione: Tanzania · Parchi nazionali della Tanzania |          |
| Parco nazionale di Ruaha              | Parco nazionale | 1964                | 2.022.600       | Mappa di localizzazione: Tanzania · Parchi nazionali della Tanzania |          |
| Parco nazionale dell'isola di Rubondo | Parco nazionale | 1965                | 45.680          | Mappa di localizzazione: Tanzania · Parchi nazionali della Tanzania |          |
| Parco nazionale dell'isola di Saanane | Parco nazionale | 2013                | 218             | Mappa di localizzazione: Tanzania · Parchi nazionali della Tanzania |          |
| Parco nazionale Saadani               | Parco nazionale | 2005                | 110.000         | Mappa di localizzazione: Tanzania · Parchi nazionali della Tanzania |          |
| Parco nazionale del Serengeti         | Parco nazionale | 1951                | 1.475.000       | Mappa di localizzazione: Tanzania · Parchi nazionali della Tanzania |          |
| Parco nazionale del Tarangire         | Parco nazionale | 1970                | 285.000         | Mappa di localizzazione: Tanzania · Parchi nazionali della Tanzania |          |
| Parco nazionale dei monti Udzungwa    | Parco nazionale | 1992                | 199.000         | Mappa di localizzazione: Tanzania · Parchi nazionali della Tanzania |          |